# أديلينا غارسيا
أديلينا غارسيا (بالإنجليزية: Adelina Garcia) هي موسيقية أمريكية، ولدت في 1923، وتوفيت في 1999.